# Associação Riobrilhantense de Atletismo
Associação Riobrilhantense de Atletismo (A.R.B.A.) est un club brésilien de football.
Le club a été fondé dans la ville de Rio Brilhante et joue au Stade Barbosão.
Les joueurs portent traditionnellement un uniforme noir et blanc.

## Anciens joueurs
- Alex Dias